# San Pablo Mitecatlán
San Pablo Mitecatlán es una congregación del municipio de Ilamatlán ubicado en la región de la Huasteca Baja del estado mexicano de Veracruz.

## Geografía
La localidad de San Pablo Mitecatlán se sitúa en las coordenadas geográficas 20°42′21″N 98°31′13″O / 20.705833, -98.520278, a una elevación de 1,413 metros sobre el nivel del mar.

## Demografía
Según el Conteo de Población y Vivienda 2020, efectuado por el Instituto Nacional de Estadística y Geografía, la localidad de San Pablo Mitecatlán tiene 1,017 habitantes, de los cuales 476 son del sexo masculino y 541 del sexo femenino. La tasa de fecundidad es de 2.95 hijos por mujer y tiene 221 viviendas particulares habitadas.
| Gráfica de evolución demográfica de San Pablo Mitecatlán entre 1900 y 2020 |
|                                                                            |
| INEGI.                                                                     |